# Austin Warren
Austin Davis Warren (Fayetteville, Carolina del Norte, 5 de febrero de 1996), más conocido como Austin Warren, es un jugador profesional estadounidense de béisbol que se desempeña en la posición de lanzador en New York Mets, equipo de las Grandes Ligas de Béisbol (MLB).

## Carrera
Warren hizo su debut en la MLB con el equipo Los Angeles Angels, en el cual jugó tres temporadas (2021-2023), después pasó a San Francisco Giants (2024), posteriormente a New York Mets.